# Мансфельд, Филипп фон
Граф Филипп фон Мансфельд (нем. Philipp von Mansfeld-Vorderort zu Bornstedt; 1589[…] — 8 апреля 1657, Дьёр) — австрийский (имперский) фельдмаршал (1633), активный участник Тридцатилетней войны. Первоначально воевал на стороне шведов и протестантов, затем попал в плен, принял католицизм и поступил на имперскую службу. 

## Биография
Родился в 1589 году в Раабе (ныне Дьёр, Венгрия). Был младшим сыном графа Бруно фон Мансфельда из разветвлённого графского рода Мансфельдов. Брат Филиппа, Вольфганг фон Мансфельд, также стал имперским фельдмаршалом. Другой брат, Бруно фон Мансфельд, тоже занимал высокие посты на имперской службе. 
Филипп фон Мансфельд первоначально поступил на шведскую службу, и, возможно, принимал участие в Ингерманландской войне против России (в России известна, как Русско-шведская война (1610—1617)), завершившейся в 1617 году подписанием Столбовского мира. 
В 1622 году сражался в Германии на стороне протестантов под началом своего дальнего родственника Эрнста фон Мансфельда и попал в плен во время битвы при Лоршер-Хайде (10 июня того же года). Его братья в Вене, вероятно, использовали свое влияние, чтобы добиться его освобождения. Предполагается, что его влиятельная жена, вдова ландграфа Людвига IV Гессен-Марбургского, в то время находившаяся в Брюсселе, столице Испанских Нидерландов, также боролась за освобождение супруга. Однако, Мансфельд продолжал оставаться пленным примерно до 1624 года, после чего был освобождён, принял католицизм и поступил на австрийскую службу.
В 1628 году Валленштейн поручил Мансфельду построить военный флот на Балтийском море. На этой должности Мансфельд развил кипучую деятельность: построил литейный завод для строительства корабельных пушек, купил ряд торговых кораблей для переоборудования в военные, еще больше кораблей построил. Семь кораблей пришли в к нему из Данцига (1629), еще ряд должен был прийти из Дюнкерка. Датчане, обеспокоенные усилением империи, дважды атаковали имперский флот. Однако, Любекский мир между империей и Данией положил конец активным боевым действиям (1629). В дальнейшем флот использовался лишь для небольших столкновений со шведами.  
В 1631 году Мансфельд участвовал в осаде Магдебурга. За отличия был пожалован камергерством, хотя некоторые современники отмечали, что в ходе штурма он действовал нерешительно. В 1632 году был произведён в фельдцейхмейстеры (полные генералы), а в 1633 году — в фельдмаршалы. 
В том же году был назначен имперским командующим на Везере, в Вестфалии и Гессене. Здесь солдаты Мансфельда прославились жестокостями и буйством. Солдаты Мансфельда разграбили Дилленбург, а в Нассау он пригрозил жителям, что разрушит весь город до последнего свинарника (!). Сторонники протестантов, впрочем, ожесточённо сопротивлялись. 
В 1634 году Мансфельду во главе армии численностью до 15 000 солдат было поручено передислоцироваться на юг Германии, где он, вместе с Галласом и Пикколомини, должен был расправиться со шведами после их поражения в битве при Нёрдлингене. В ноябре Мансфельд выступил из окрестностей Кёльна в сторону Веттерау. Целью было поставить под имперский контроль территорию между Ланом, Рейном и Майном и вернуть туда изгнанных протестантами католических священников. Протестанты со своей стороны собрали армию под командованием Бернхарда Саксен-Веймарского. Мансфельд собрал свои войска возле Ашаффенбурга и там закрепился, после чего, дождавшись подкреплений, продвинулся в район Гельнхаузена навстречу войскам принца Бернхарда. Там обе армии в течение нескольких дней стояли друг против друга, но сражение так и не началось. Протестанты отступили после нескольких дней раздумий, после чего Мансфельду удалось взять под контроль земли вокруг реки Кинциг.
Следующие несколько лет фельдмаршал Мансфельд находился преимущественно в Вене, где получил почётную должность командира одного из подразделений имперской гвардии (1637).  
В 1639 году он был отправлен воевать против шведов в Силезию, но уже в 1640 году сдал командование генералу фон дер Гольцу. В старости был назначен комендантом своего родного укреплённого города Рааб. 
Фельдмаршал Мансфельд был женат три раза. Его первая жена, вдова ландграфа, была старше мужа на 23 года. Она помогла освободить супруга из тюрьмы, но не принесла ему ни детей, ни желанного наследства — Гессен-Марбурга. Вторая жена родила фельдмаршалу много детей, но рано умерла. Третья жена, урождённая княжна Лобковиц, родила супругу одну дочь и изменяла ему с венгерским подполковником, что привело к нешуточному скандалу. 
Скончался фельдмаршал у себя на родине в Раабе в 1657 году.